# Isostigma
 Isostigma   Less., 1831 è un genere di piante angiosperme dicotiledoni della famiglia delle Asteraceae, sottofamiglia Asteroideae, tribù Coreopsideae e sottotribù Chrysanthellinae.

## Etimologia
Il nome del genere deriva da due parole greche "iso" (= uguale) e "stigma" (= macchia, punto).
Il nome scientifico del genere è stato definito dal botanico Christian Friedrich Lessing (1809-1862) nella pubblicazione " Linnaea; Ein Journal für die Botanik in ihrem ganzen Umfange. Berlin" (  Linnaea 6(4): 513) del 1831.

## Descrizione
Portamento. Le piante di questo genere hanno un habitus erbaceo con ciclo biologico perenne. Talvolta formano delle rosette con radici con larghi tuberi sotterranei o di tipo xilopodio.
Fusto. La parte aerea in è eretta, semplice o ramosa. Può essere prostrata.
Foglie. Le foglie lungo il caule hanno una disposizione alternata, e sono sia sessili che picciolate. La forma delle lamine varia da lineare a obovata, intera o variamente sezionata (1-2- pennatifida) o profondamente dentata.
Infiorescenza. Le sinflorescenze sono formate da capolini terminali, solitari e scaposi. Le infiorescenze vere e proprie sono composte da un capolino di tipo radiato, raramente discoide, con fiori eterogami. I capolini sono formati da un involucro, con forme emisferiche o campanulate, composto da diverse brattee al cui interno un ricettacolo fa da base ai fiori di due tipi: fiori del raggio e fiori del disco. Le brattee sono persistenti sono dimorfe, hanno dimensioni scalate e sono disposte su 2-5 serie. Quelle esterne sono riflesse, quelle più interne sono erette da membranose a scariose. Il ricettacolo, piatto, è provvisto di pagliette di protezione della base di fiori.
Fiori.  I fiori sono tetra-ciclici (formati cioè da 4 verticilli: calice – corolla – androceo – gineceo) e pentameri (calice e corolla formati da 5 elementi). Si distinguono in:
- fiori del raggio (esterni): sono femminili e sono disposti su una o più serie; la forma è ligulata (zigomorfa);
- fiori del disco (centrali): hanno forme brevemente tubulose (attinomorfe); sono ermafroditi o funzionalmente staminali.

- Formula fiorale:

*/x K {\displaystyle \infty }, [C (5), A (5)], G 2 (infero), achenio 
- Calice: i sepali del calice sono ridotti ad una coroncina di squame.

- Corolla:

- fiori del raggio: hanno le corolle atrofizzate, altrimenti le ligule sono trilobate e sono colorate di giallo o porpora o rosso;
- fiori del disco: la forma è tubulare bruscamente divaricata in 5 lobi (corolle pentamere, qualche volta tetramere); i lobi, patenti o eretti, hanno una forma deltata o più o meno lanceolata; il tubo è breve o di lunghezza uguale alla gola; il colore è giallo-arancio o porpora.

- Androceo: l'androceo è formato da 5 stami sorretti da filamenti generalmente liberi; gli stami sono connati e formano un manicotto circondante lo stilo.[12] Le appendici delle antere hanno delle forme ampiamente ovate, glabre con canali centrali resinosi. Il tessuto endoteciale (rivestimento interno dell'antera) è quasi sempre polarizzato (con due superfici distinte: una verso l'esterno e una verso l'interno). Il polline è sferico con un diametro medio di circa 25 micron;  è tricolporato (con tre aperture sia di tipo a fessura che tipo isodiametrica o poro) ed è echinato (con punte sporgenti).

- Gineceo: l'ovario è infero uniloculare formato da 2 carpelli.[12] I bracci dello stilo (gli stigmi) sono cilindrici, arcuati e assottigliati all'apice, la loro lunghezza coincide con la lunghezza delle aree stigmatiche.

Frutti. I frutti sono degli acheni con pappo. Gli acheni sono ob-compressi, raramente quadrati, rettangolari o obpiramidali. Sono neri e sparsamente pubescenti. Il pappo è formato da 2 barbe lisce oppure scabre.

## Biologia
Impollinazione: l'impollinazione avviene tramite insetti (impollinazione entomogama tramite farfalle diurne e notturne).

Riproduzione: la fecondazione avviene fondamentalmente tramite l'impollinazione dei fiori (vedi sopra).

Dispersione: i semi (gli acheni) cadendo a terra sono successivamente dispersi soprattutto da insetti tipo formiche (disseminazione mirmecoria). In questo tipo di piante avviene anche un altro tipo di dispersione: zoocoria. Infatti gli uncini delle brattee dell'involucro (se presenti) si agganciano ai peli degli animali di passaggio disperdendo così anche su lunghe distanze i semi della pianta. Inoltre per merito del pappo (se presente) il vento può trasportare i semi anche a distanza di alcuni chilometri (disseminazione anemocora).

## Distribuzione e habitat
Le specie di questo genere sono distribuite in America meridionale.

## Sistematica
La famiglia di appartenenza di questa voce (Asteraceae o Compositae, nomen conservandum) probabilmente originaria del Sud America, è la più numerosa del mondo vegetale, comprende oltre 23.000 specie distribuite su 1.535 generi, oppure 22.750 specie e 1.530 generi secondo altre fonti (una delle checklist più aggiornata elenca fino a 1.679 generi). La famiglia attualmente (2021) è divisa in 16 sottofamiglie; la sottofamiglia Asteroideae è una di queste e rappresenta l'evoluzione più recente di tutta la famiglia.

### Filogenesi
Il gruppo di questa voce è descritto nella sottotribù Chrysanthellinae caratterizzata da un portamento cespuglioso, da un ricettacolo privo di pagliette e da una distribuzione soprattutto australe.
Nell'ambito filogenetico della sottotribù Isostigma si trova nel "core" del gruppo e insieme al genere Glossocardia forma un "gruppo fratello al resto della sottotribù.
I caratteri distintivi del genere sono:
- le appendici delle antere possiedono dei prominenti canali resinosi;
- i capolini sono solitari con lunghi peduncoli;
- le corolle sono profondamente porporine o giallo-porporino, qualche volta rosa;
- è un endemismo del Sud America.

### Elenco delle specie
Questo genere ha 13 specie:
- Isostigma acaule Chodat
- Isostigma brasiliense  (Gardner) B.D.Jacks.
- Isostigma cordobense  Cabrera
- Isostigma dissitifolium  Baker
- Isostigma herzogii  Hassl.
- Isostigma hoffmannii  Kuntze
- Isostigma molfinianum  Sherff
- Isostigma peucedanifolium  (Spreng.) Less.
- Isostigma resupinatum  V.R.Bueno, I.L.Morais & J.N.Nakaj.
- Isostigma riedelii  Chodat
- Isostigma scorzonerifolium  Sherff
- Isostigma simplicifolium  Less.
- Isostigma sparsifolium  Guad.Peter